# Georg von Stackelberg

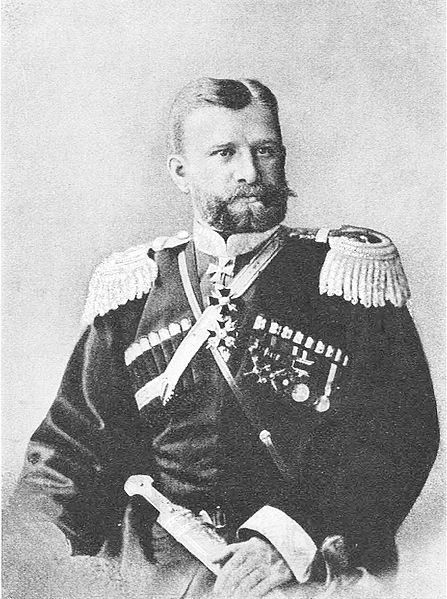
Georg von Stackelberg

Georg August Paul Freiherr von Stackelberg (russisch Георгий Карлович Штакельберг; wissenschaftliche Transliteration Georgij Karlovič Štakel'berg, * 30. Julijul. / 11. August 1851greg.in Pölwa; † 25. Julijul. / 7. August 1913greg. in Hungerburg) war ein russischer General der Kavallerie.

## Biografie
Georg entstammte der in Estland ansässigen deutsch-baltischen Adelsfamilie Stackelberg und studierte ab 1862 an der Kaiser Nikolai Akademie. 1875 zeichnete er sich als Kommandeur einer Kosakeneinheit bei der Expedition im Khanat Chiwa und Kokand unter General Konstantin von Kaufman aus. Vom 18. August 1886 bis zum 5. Dezember 1890 war Stackelberg Regimentschef des 25. Dragoner-Regimentes in Kasan. Am 3. Dezember 1897 erhielt er die Führung der Transkaspischen Kosaken-Division und am 31. Mai 1899 den Befehl über die 15. Kavallerie-Division. Stackelberg befehligte bei der Niederschlagung des Boxeraufstandes 1900 in China und bei der folgenden Besetzung der Mandschurei die russische 10. Kavallerie-Division.
Zwischen 25. April 1901 bis November 1902 war er Kommandierender General des 2. Sibirischen Armeekorps, danach zwischen 2. November 1902 bis 3. Februar 1904 Kommandeur des 1. Kavalleriekorps. Im Russisch-Japanischen Krieg übernahm er am 5. April 1904 die Führung des 1. Sibirischen Armeekorps. Der russische Oberbefehlshaber Kuropatkin war gezwungen, einen großen Teil seines Heeres bei Liaoyang zu belassen, da japanische Truppen sich wenige Tagesmärsche südöstlich von diesem befanden. Am 5. Juni waren 3/4 von Stackelbergs Einheiten um Te-li-ssu eingetroffen, doch Befehle Kuropatkins hinderten ihn, weitervorzurücken. Das 1. Sibirische Korps spielte in der Schlacht von Te-li-ssu (14./15. Juni 1904) im Kampf mit der japanischen 2. Armee unter General Oku Yasukata die zentrale Rolle. Der rechte russische Flügel geriet in der Schlacht in Gefahr eingekesselt zu werden, ein Gegenangriff blieb am 15. Juni stecken, Stackelberg konnte seine Einheiten zwar geordnet zurückziehen, doch die japanische Artillerie forderte dabei weitere schwere Verluste. Darauf kämpften seine Truppen am 24. und 25. Juli 1904 zusammen mit dem 4. Sibirischen Korps unter General Nikolai Sarubajew in der Schlacht von Tashihchiao.
In der Schlacht von Sandepu (25. bis 29. Januar 1905) unterstand Stackelbergs Korps der 2. Mandschurischen Armee unter General Oskar Grippenberg. Stackelberg ignorierte einen Befehl Kuropatkins und nahm, mit Hilfe von Mischtschenkos Kavallerie, einen Teil des Dorfes von Sandepu ein. Anschließend gönnte Grippenberg seinen Truppen am 27. Januar einen Ruhetag. Das Stackelbergs Truppen zugewiesene Ziel war nach wie vor in japanischer Hand und trotz des bestehenden Ruhebefehls griff dieser an. Dabei fielen 6.000 russische Soldaten oder wurden verwundet und Stackelberg musste sich unverrichteter Dinge zurückziehen. Grippenberg und Stackelberg wurden beide nach der Schlacht ihres Kommandos enthoben. Georg von Stackelberg verstarb am 7. August 1913 vier Tage vor seinem 62. Geburtstag in Hungerburg.